# سارگپه عسلی اروپایی
سارگپهٔ عسلی اروپایی، سارگپهٔ جنگلی اروپایی و سارگپهٔ عسل‌خوار اروپایی (نام علمی: Pernis apivorus) پرنده‌ای شکاری از گروه سارگپه‌ها در تیرهٔ بازان است. این پرنده بیشتر از لارو زنبورهای بی‌عسل و زنبورهای سرخ تغذیه می‌کند.
این گونه نباید با گونه سارگپه جنگلی (نام علمی: Buteo trizonatus) اشتباه شود.